# Sophie Wilmès
Sophie Wilmès, belgijska političarka, * 15. januar 1975, Ixelles.
Je nekdanja belgijska ministrica za zunanje zadeve. Pred tem je bila prva ženska predsednica vlade Kraljevine Belgije.

## Mladost
Sophie Wilmes se je rodila 15. januarja 1975 v mestu Ixelles. Mladost je preživela valonskem mestu Grez-Doiceau, študirala pa je na univerzi v Bruslju. Diplomirala je iz uporabnih komunikacij ter kasneje še finančnega poslovodstva. Po študiju je delala kot ekonomska in finančna svetovalka v odvetniški pisarni.

## Politika
Leta 2014 je bila izvoljena v predstavniški dom. Od leta 2014 do 2015 je bila deželna svetnica v provinci Flamski Brabant.
Ko je bil proračunski minister Hervé Jamar septembra 2015 izbran za guvernerja pokrajine Liège, ga je Wilmesova nadomestila na ministrskem sedežu. Decembra 2018 je v vladi Charlesa Michela postala ministrica za proračun, državno službo, nacionalno loterijo in znanstveno politiko. 
27. oktobra 2019 je postala prva predsednica vlade Kraljevine Belgije. Nasledila je Charlesa Michela, ki je 1. decembra 2019 zasedel mesto predsednika Evropskega sveta. 1. oktobra 2020 jo je nasledil Alexander De Croo, Wilmesova pa je v njegovi vladi zasedla položaj podpredsednice in ministrice za zunanje zadeve.
1. aprila 2022 je Sophie Wilmès napovedala, da bo začasno vzela dopust in predala svoje vladne obveznosti, da bo več časa preživela s svojo družino, saj so njenemu možu diagnosticirali agresiven možganski tumor. Njene pristojnosti so si razdelili predsednik vlade Alexander De Croo (zunanje zadeve), David Clarinval (zunanja trgovina) in Mathieu Michel (zvezni kulturni subjekti). 14. julija 2022 je dokončno odstopila kot članica De Croojeve vlade, vendar je ostala poslanka.

## Zasebno
Leta 2002 se je Wilmès poročila s Chrisom Stoneom, avstralskim poslovnežem in nekdanjim nogometašem. Imata tri hčerke: Victoria, Charlotte in Elizabeth. Stone ima sina Jonathana iz prejšnje zveze.
Kmalu po koncu mandata predsednice vlade, 17. oktobra 2020, je tvitnila, da je pozitivna na COVID-19. 22. oktobra je bila sprejeta na intenzivno nego v stabilnem stanju. Iz bolnišnice so jo odpustili 30. oktobra.